# Corydalis
Corydalis es un género de alrededor de 300 especies de plantas herbáceas anuales o perennes, de la subfamilia Fumarioideae, familia Papaveraceae. Son nativas de las zonas templadas del hemisferio norte y sur de África.

## Descripción
Son plantas tuberosas, vivaces. Hojas ternadas. Inflorescencia en racimo; brácteas foliáceas. Flores zigomorfas. Sépalos pequeños, petaloideos, caducos. Pétalos 4; los externos, distintos de los internos; el superior, mayor, alado hacia el ápice, con 1 espolón basal; los internos (laterales), más estrechos y unidos en el ápice, donde forman 1 ala media y 2 pliegues laterales. Estambres 2, el superior con 1 nectario basal, cada uno de ellos con 3 anteras, la central con 2 tecas y las laterales con 1. Estigma plano, con numerosas papilas marginales. Cápsula oblonga, polisperma, de estilo persistente, dehiscente por 2 valvas. Semillas negras, con arilo.

## Taxonomía
El género fue descrito por Augustin Pyrame de Candolle  y publicado en Flore Française. Troisième Édition 5: 637. 1805. La especie tipo es: Corydalis bulbosa DC.
Etimología
Corydalis: nombre genérico que deriva de una palabra griega ( korydalis ) que significa "alondra" y se refiere al espolón terminal de la flor que se asemeja a la punta trasera de las alondras. Otras etimologías se refieren a la similitud de la flor con la cresta de la alondra. El primero en utilizar el término para estas plantas fue el antiguo médico griego Galeno ( Pérgamo, 129 - 216) y el naturalista belga Rembert Dodoens, que vivió entre 1517 y 1585.

## Especies
| - Corydalis afghanica - Corydalis aitchisonii - Corydalis alpestris - Corydalis ambigua - Corydalis angustifolia - Corydalis aqua-gelidae - Corydalis arctica - Corydalis aurea - Corydalis batesii - Corydalis bracteata - Corydalis buschii - Corydalis capnoides (L.) Pers. - Corydalis caseana - Corydalis caseana ssp. brandegei - Corydalis cashmeriana - Corydalis cava (C. bulbosa) - Corydalis chaerophylla - Corydalis cheilanthifolia - Corydalis chionophylla - Corydalis clavibracteata - Corydalis claviculata - Corydalis conorhiza - Corydalis cornuta - Corydalis darwasica - Corydalis diphylla | - Corydalis elata - Corydalis emmanuelii - Corydalis flavula - Corydalis flexuosa - Corydalis glaucescens - Corydalis gortschakovii - Corydalis integra - Corydalis intermedia - Corydalis kushiroensis - Corydalis latiflora - Corydalis lineariloba - Corydalis lutea - Corydalis lydica - Corydalis macrocentra - Corydalis marschalliana - Corydalis nariniana - Corydalis nobilis - Corydalis ochotensis - Corydalis ochroleuca - Corydalis ophiocarpa - Corydalis oppositifolia - Corydalis pallida - Corydalis parnassica - Corydalis persica - Corydalis pinnatibracteata | - Corydalis popovii - Corydalis pseudomicrantha - Corydalis pumila - Corydalis rosea - Corydalis rupestris - Corydalis rutifolia - Corydalis saxicola - Corydalis scouleri - Corydalis seisumsiana - Corydalis semenovii - Corydalis sempervirens - Corydalis shanginii - Corydalis sibirica - Corydalis solida - Corydalis stenantha - Corydalis tomentella - Corydalis trilobipetala - Corydalis turtschaninovii - Corydalis vaginans - Corydalis verticillaris - Corydalis vesicaria - Corydalis wendelboi - Corydalis wilsonii - Corydalis yanhusuo - Corydalis zeaensis |